# برج إكسون موبيل
برج إكسون موبيل هو ناطحة سحاب تقع في مركز كوالالمبور، ماليزيا. المبنى حالياً هو المقر الرئيسي لشركة إكسون موبيل ماليزيا، وهو أول مبنى يتم الانتهاء منه في تطوير مركز مدينة كوالالمبور قبل مركز تسوق كوالالمبور، وبرج ماكسيس، وبرجي بتروناس التوأم.
البرج عبارة عن 30 طابقًا بارتفاع 413 قدم، وهو عبارة عن مبنى مستطيل الشكل، مع تصميم داخلي خالٍ من الأعمدة تقريبًا. من الناحية الجمالية، تتراجع الواجهة الشمالية والجنوبية عند المستوى الخامس، في حين تتراجع الواجهة الشمالية المواجهة للحديقة العامة عند المستويين 22 و26. تشتمل المناظر الطبيعية فيه على حديقة شبه خاصة تؤدي إلى منتزه KLCC الذي تبلغ مساحته 20 هكتارًا.